# گزینه سامسون

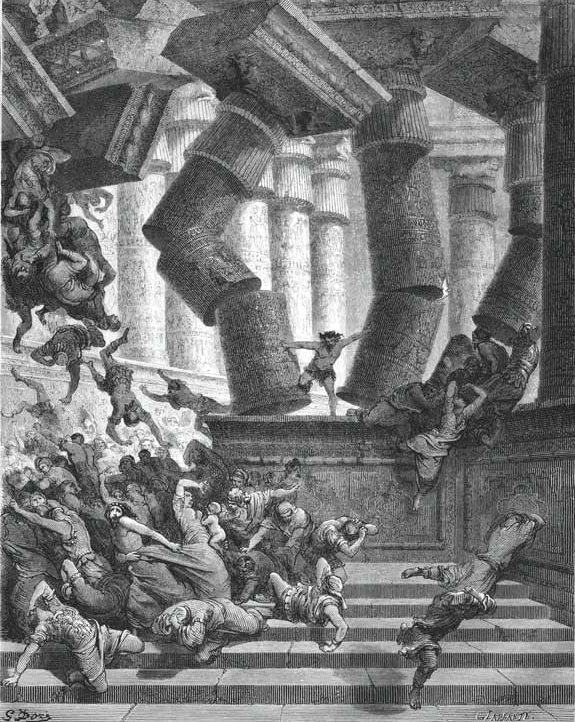
ویران شدن معبد داگون توسط سامسون

گزینه سامسون (به انگلیسی: Samson Option) نامی است که توسط عده‌ای از تحلیلگران نظامی به استراتژی بازدارندگی فرضی اسرائیل که بر اساس آن، این کشور ممکن است در مواجه با خطری که موجودیتش را تهدید کند از سلاح هسته‌ای به عنوان آخرین راه چاره استفاده کند، داده شده‌است.
عده ای از تحلیلگران گزینه سامسون را به پاسخ اتمی گسترده اسرائیل در مواجهه با شرایطی که در ان «طرف‌های غیر اسرائیلی فاقد سلاح هسته‌ای» موجودیت اسرائیل را با سلاح‌های متعارف مورد تهدید قرار داده‌اند تعبیر کرده‌اند.

کلمه سامسون یا شمشون اشاره دارد به یکی از شخصیت‌های عهد عتیق و از داوران بنی‌اسرائیل که پس از اسیر شدن توسط فلسطینی‌های باستان ستونهای معبد داجون (یا داگون) را در حالی که فریاد می‌زد «خدایا بگذار با فلسطینیان بمیرم» از جا کند و سقف را فرو ریخت و خود و هزاران نفر از فلسطینیانی که وی را در بند کرده بودند به کشتن داد.